# Ragusa Vecchia
Ragusa Vecchia o Ragusavecchia (in croato Cavtat) è un centro abitato croato della Dalmazia, situato lungo la costa adriatica 18 km a sud-est di Ragusa.
Ragusa Vecchia, frazione del comune di Canali, ha circa 2 000 abitanti ed appartiene alla regione raguseo-narentana.

## Storia

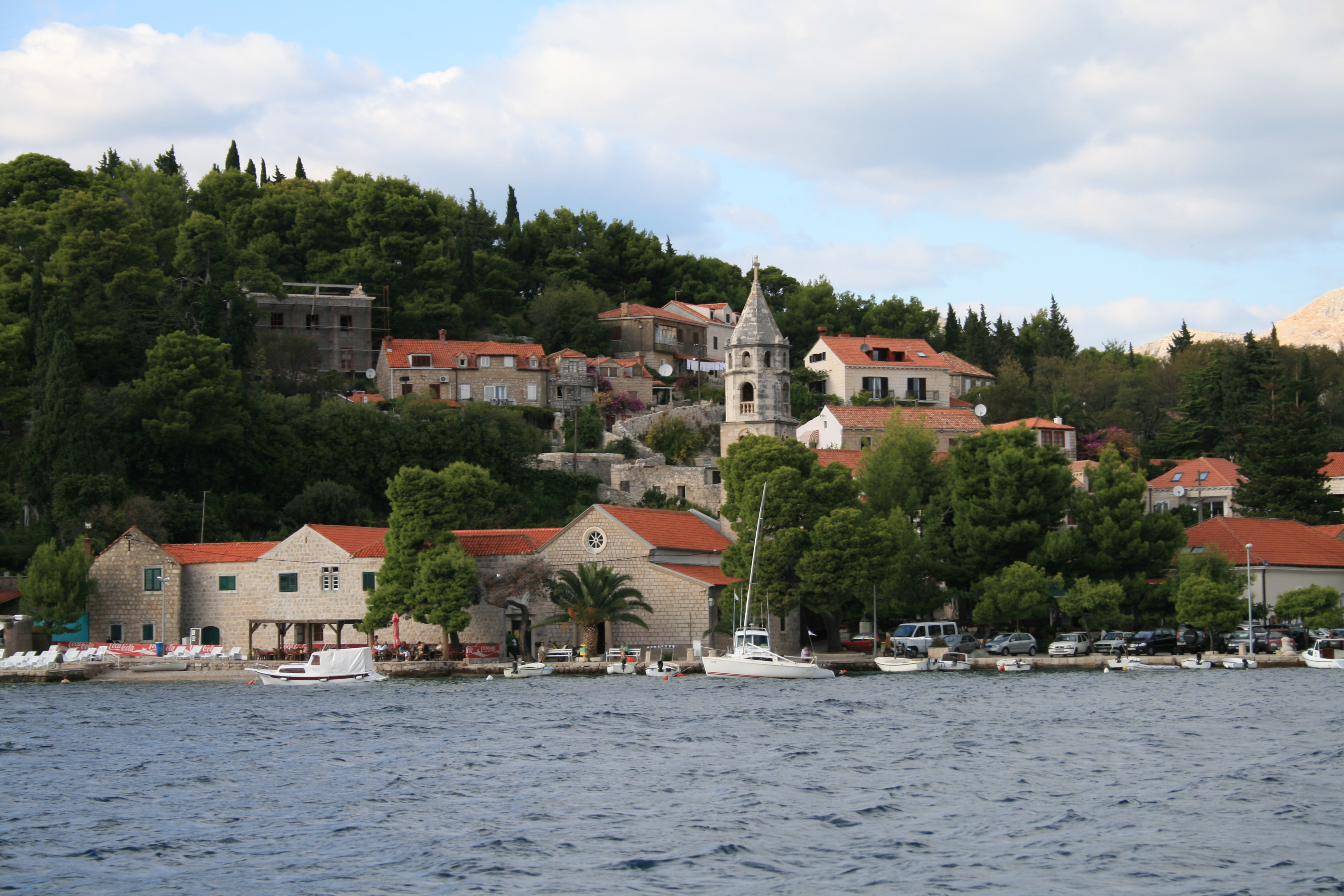
Scorcio di Ragusa Vecchia.

### La colonia greca: Epidauros
Ragusa Vecchia è una città dalmata di antiche origini, essendo stata fondata nel VI secolo a.C. col nome di Epidauros (Ἐπίδαυρος) come colonia dei Greci dell'omonima città del Peloponneso. Come la propria metropoli, aveva come divinità principale Asclepio. La zona circostante era abitata dagli Illiri, che chiamavano la città Zaptal.

### Epoca romana
La città cambiò nome in Epidaurum quando passò sotto il dominio romano nel 228 a.C. Nel corso della guerra civile tra Cesare e Pompeo si schierò a favore del primo e fu assediata da Marco Ottavio, ma si salvò per l'arrivo del console Publio Vatinio. In seguito divenne colonia romana e durante le guerre gotiche fu occupata dalla flotta mandata da Giustiniano.

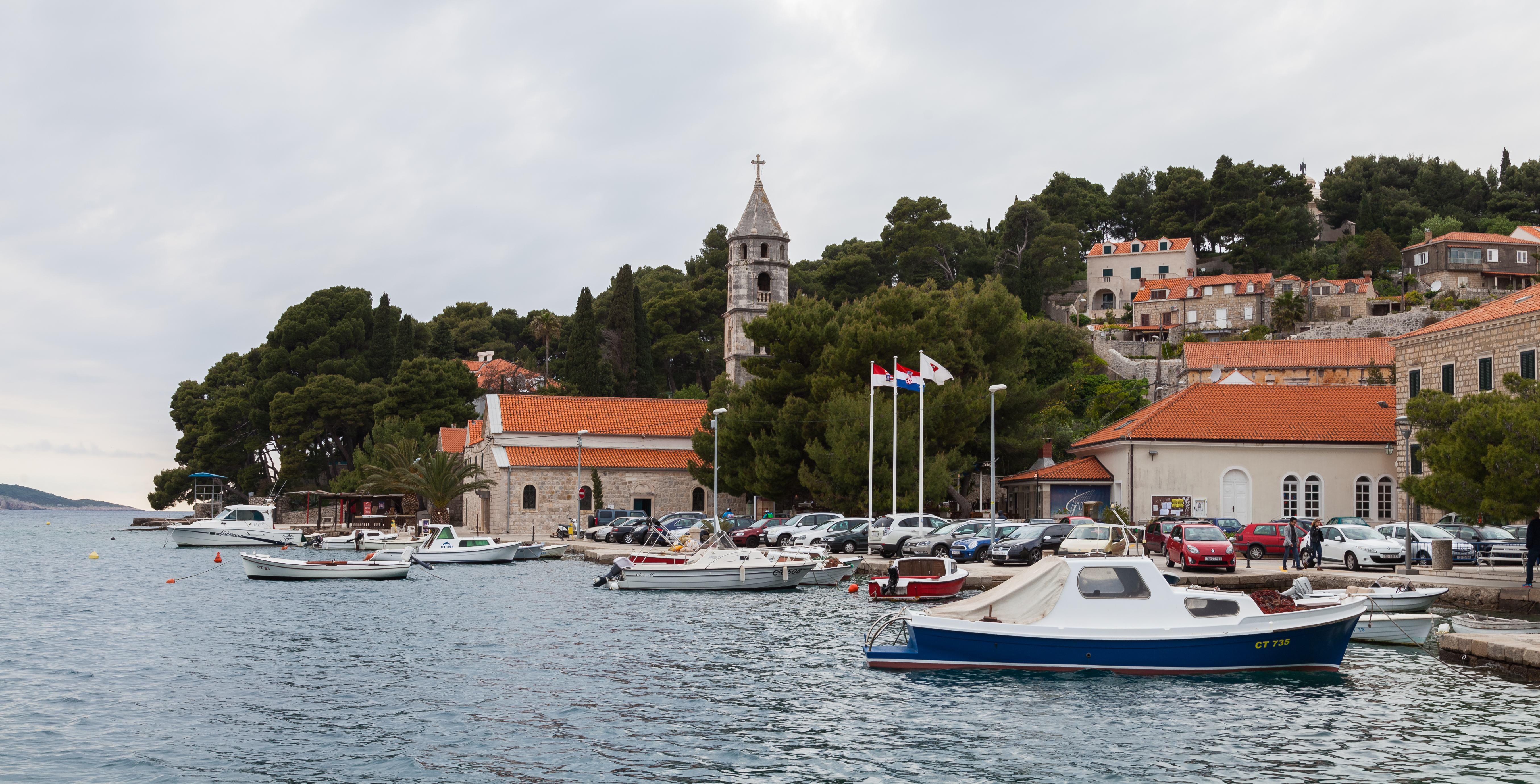
Porto di Ragusa Vecchia

Nella città si trovano le vestigia dell'antica colonia dei Romani, dalle quali si può dedurre che era grande ed antichissima. In Ragusa Vecchia vi è il sepolcro di Publio Cornelio Dolabella il Giovane, pretore della Dalmazia ai tempi di Augusto e di Tiberio, inoltre si osserva un antro nel quale si discende per alcuni gradini e nel cui fondo si trova dell'acqua. Questo antro è affumicato, forse perché servito nell'antichità a riti notturni o come luogo di ricovero e nascondiglio a qualche abitante della città distrutta dal popolo degli Avari durante le invasioni barbariche.
Se questo sia l'antro di Cadmo celebrato dalle favole, dove secondo il racconto fu convertito in serpente e sepolto con la consorte Armonia, avvenimenti che Nicandro colloca fra gli Enchelii, antichissimi abitanti di Epidauro e dell'odierno canale di Ragusa, al giorno d'oggi è difficile da stabilire, in quanto il tutto è ambientato in tempi antichissimi e mitologici. 

### Epoche successive
Quando la città fu saccheggiata dagli Slavi e dagli Avari poco prima del 614, la popolazione si rifugiò su un'isola poco distante che, unita in seguito alla terraferma, diede origine alla città di Ragusa. Da quel momento Ragusa Vecchia rimase sempre sotto il controllo della potente vicina, cosicché la sua storia finì col coincidere con quella della Repubblica di Ragusa.
In italiano e croato, il toponimo della città ne rivela l'antica origine e il nesso con Ragusa: se per Ragusa Vecchia l'etimologia è evidente, la forma croata Cavtat deriva da Civitas vetus, nome con cui i ragusei chiamavano la loro vecchia città, forse adeguandosi in qualche modo la pronuncia a un suono più simile a quello dell'antica Zaptal illirica.
Dopo la Prima guerra mondiale passò alla Jugoslavia.

## Sport
Ragusa Vecchia possiede una squadra di pallanuoto, il Vaterpolski klub Cavtat.